# RKBフォークライン
RKBフォークライン（あーるけーびーふぉーくらいん）は2006年10月より2007年9月までRKB毎日放送（RKBラジオ）で放送されていた夜の音楽番組である。

## 番組概要
次番組「RKBポップスライン」と同じようなコンセプトで、主に70年代のフォークソングをリスナーからのリクエストを中心に流す番組。また、パーソナリティが紹介する曲のアーティストについての人柄や経歴も語る。

## 放送時間
- 日曜日 22:00〜22:30(JST）

## パーソナリティ
- 坂田周大

## リンク
- RKBフォークライン（番組ホームページ）